# 比差·乌塔拉
比差·乌塔拉（1996年1月7日—），泰国足球运动员，司职前锋与中场。現效力於马来西亚超级足球联赛球会雪兰莪，也代表泰国国家足球队。

## 荣誉

### 国家队
泰国U-23
- 东南亚运动会金牌：2017

泰国
- 东南亚足球锦标赛冠军：2020